# غبريال السابع (بابا الإسكندرية)
غبريال السابع، بابا الإسكندرية وبطريرك الكرازة المرقسية للأقباط الأرثوذكس رقم 95. وأقام بطريركاً لمدة 43 سنة و25 يوماً، في الفترة من 1 أكتوبر 1525 م حتى 26 أكتوبر 1568 م، وتوفي. وخلا الكرسي بعده سنتان و5 أشهر و23 يوماً.